# Exaile
Exaile est un lecteur audio libre écrit en Python dont le but est d'imiter Amarok 1.4 (pour l'environnement de bureau libre KDE), mais pour GTK+. Il inclut de nombreuses fonctionnalités que l'on retrouve dans les autres lecteurs audio telles que la recherche automatique des pochettes d'albums sur internet, la gestion d'une collection, l'affichage des paroles et des informations sur l'artiste depuis Wikipédia, le support des soumissions à last.fm et le support de l'Ipod via un plugin. D'autres fonctionnalités peuvent être incluses en installant des plugins (installables directement depuis le logiciel).
Il est distribué selon les termes de la licence GNU GPL.

## Fonctionnalités
- Récupération automatique des pochettes d'album sur internet
- Récupération des paroles des chansons sur internet (sur http://Lyricwiki.org)
- Gestion des playlists via des onglets
- Informations à propos de l'artiste et de l'album via wikipédia
- Gestion de collection
- Prise en charge de l'iPod à l'aide d'un plugin
- Affichage des pochettes d'album sur le bureau
- Envoi de fichier via Bluetooth
- Alarme